# Avec Eric
Avec Eric is een kookprogramma van de Amerikaanse publieke omroep PBS, dat in Nederland wordt uitgezonden door digitale televisiezender 24Kitchen. Het programma wordt gepresenteerd door chef-kok Eric Ripert.
Het programma geeft een inkijk in het leven van Ripert. Hij laat de kijker zien waar restaurants hun inspiratie vandaan halen en geeft tips om hier zelf mee aan de slag te gaan.

## Lijst van afleveringen

### Seizoen 1
| Nr. | Titel            |  |
| --- | ---------------- |  |
| 1   | Big flavor       |  |
| 2   | Star ingredients |  |
| 3   | Farming the sea  |  |
| 4   | Birth of a dish  |  |
| 5   | Teamwork         |  |
| 6   | Traditions       |  |
| 7   | Artisanal        |  |
| 8   | Perfect pairings |  |
| 9   | Oil & wine       |  |
| 10  | Craftsmanship    |  |

### Seizoen 2
| Nr. | Titel                     |  |
| --- | ------------------------- |  |
| 1   | The least deadliest catch |  |
| 2   | Catch and cook            |  |
| 3   | Better with bacon         |  |
| 4   | Becoming a chef           |  |
| 5   | Cultivating taste         |  |
| 6   | Cayman cookout            |  |
| 7   | City harvest              |  |
| 8   | Building flavors          |  |
| 9   | Chef's table              |  |
| 10  | Service with flare        |  |
| 11  | Farm to table             |  |
| 12  | Dinner social             |  |
| 13  | A dream dinner            |  |